# Proplanicoxa
Proplanicoxa (лат.) — род динозавров из группы игуанодонтов, живших на территории современной Англии в раннем меловом периоде (поздний барремский век, приблизительно 126 миллионов лет назад). Типовой вид — Proplanicoxa galtoni.
Описан по крестцу, седалищной кости и части лобковой кости (образец BMNH R 8649), найденным в 1916 году Реджинальдом Уолтером Хули на английском острове Уайт в геологической формации Уэссекс (Wessex Formation). Родовое название Proplanicoxa было дано Кеннетом Карпентером и Юсукэ Исидой в 2010 году. Оно образовано от греческого pro- и Planicoxa — названия рода динозавров, живших в меловом периоде в Северной Америке. Видовое название дано в честь американского палеонтолога Петера Гэлтона.
Proplanicoxa жил в среде обитания, для которой был характерен климат, похожий на средиземноморский. Помимо него, в речно-озёрных отложениях формации Уэссекс сохранились остатки различных тетануровых теропод (в том числе из семейства спинозаврид), реббахизаврид и завропод из группы титанозавров, а также птицетазовых динозавров, включая анкилозавров.